# 2·26 사건

황도파가 사용한 기

2·26 사건(일본어: 二・二六事件 니니로쿠지켄[*])은 1936년 2월 26일 일본 육군의 황도파 청년장교들이 1483명의 병력을 이끌고 일으킨 반란사건이다.

## 개요
구 일본군의 보수적 파벌 가운데 하나인 황도파의 영향을 받은 일부 청년 장교(20대의 대위부터 소위가 중심)가 천황의 친정(쇼와유신) 등 명분으로 원로 중신들을 죽이고 천황 친정이 실현되면 정·재계의 부정부패나 농촌의 곤궁을 해결할 수 있다고 생각했다. 이들은 근위보병 제3연대, 보병 제1연대, 보병 제3연대, 야전중포병 제7연대 등 부대를 이끌고 1936년 2월 26일 새벽에 궐기하였다.

### 제1차 목표
- 내각총리대신 오카다 게이스케(岡田啓介)
- 시종장(侍従長) 스즈키 간타로(鈴木貫太郎)
- 내대신(内大臣) 사이토 마코토(斎藤実) †
- 대장대신(大蔵大臣) 다카하시 고레키요(高橋是清) †
- 내대신(内大臣) 마키노 노부아키(牧野伸顕)
- 원로(元老) 사이온지 긴모치(西園寺公望)

### 제2차 목표
- 내무대신 고토 후미오(後藤文夫)
- 추밀원 회장 이치키 기토쿠로(一木喜徳郎)
- 귀족원의원, 전 대만 총독 이자와 다키오(伊沢多喜男)
- 육군교육총감 와타나베 조타로(渡辺錠太郎) †
- 전 내대신 마키노 노부아키(牧野伸顕)

등을 살해하려고 했다. 그러나 스즈키 시종장은 관저에 들어오지 않았고, 마키노 전 내대신은 손녀딸 가즈코의 처세로 목숨을 건졌으며, 고토 후미오 내무대신은 외출 중이어서 살아남았다. 오카다 게이스케 내각 총리대신으로 착각한 그의 의제 마쓰오 덴조와 사이토 내대신, 다카하시 대장대신, 와타나베 교육총감이 살해당했다.

### 오래가지 못한 군사 반란
그러나 이들 군사 반란은 오래 가지 못했다. 2월 27일에 계엄령이 선포되었고, 28일에 천황은 원대복귀 명령을 내렸다. 반란군은 천황 친정을 쿠데타의 명분으로 삼았는데, 천황이 복귀 명령을 내리자 반란의 근거를 잃은 이들은 부사관과 병을 원대복귀하게 하고 일부는 자결하고 일부는 투항하여 사건은 일단락되었다.

### 처형
당시 반란 가담자들은 재판을 통해 사형 등 처벌을 받았는데, 순수 파시스트라고 불린 극우성향의 지식인이자 유일한 민간인 반란 가담자였던 기타 잇키(北一輝)도 처형자 명단에 포함되어 있다.

### 성격
군국주의 성격의 군인들이 일으킨 이 쿠데타 사건은 1930년대 이후 일본이 군국주의로 가고 있었음을 말한다.

## 같이 보기
- 황도파
- 통제파
- 사건
  - 5·15 사건
  - 구국 사이타마 청년정신대사건(救国埼玉青年挺身隊事件)
  - 삼무사건
  - 신병대사건(神兵隊事件)
  - 제19회 일본 중의원 의원 총선거
  - 혈맹단사건(血盟団事件)
- 인물
  - 기타 잇키
  - 다카하시 고레키요
  - 마키노 노부아키
  - 사이토 마코토
  - 사토우 후미(斎藤史)
  - 스즈키 간타로
  - 오카다 게이스케
- 궁성 사건